# Bourem Sidi Amar
Bourem Sidi Amar è un comune rurale del Mali facente parte del circondario di Diré, nella regione di Timbuctù.
Il comune è composto da 8 nuclei abitati:
- Bourem Sidi Amar
- Farabongo
- Hara Hara I
- Hara Hara II
- Horogoungou
- Kobé
- Koigourou
- N'Gambongo